# Karabinek AK-12
AK-12 – rosyjski karabinek automatyczny rozwijany w zakładach Iżmasz.

## Historia konstrukcji

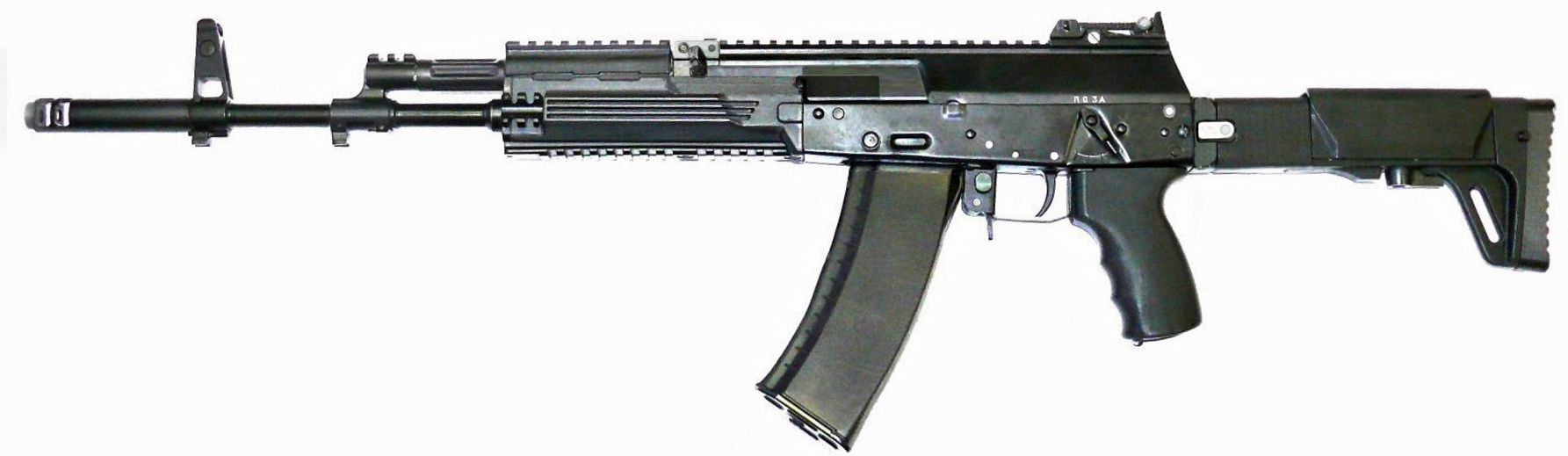
Wczesny prototyp AK-12

Pierwsze informacje o rozpoczęciu prac nad nową modułową bronią, mającą zastąpić w przyszłości karabinki AK-74M, podał w lipcu 2011 roku pełniący obowiązki dyrektora generalnego koncernu Iżmasz Maksym W. Kuzjuk. Pod koniec tego samego roku zmontowano pierwsze prototypy broni. Publiczna prezentacja broni odbyła się 24 stycznia 2012 roku podczas wizyty wicepremiera Rosji Dmitrija Rogozina w zakładach Iżmasz.
2 listopada 2012 rozpoczęły się testy wstępne broni w Centralnym Instytucie Naukowo-Badawczym Mechaniki Precyzyjnej (CNIITOCzMASz). Celem prób jest zbadanie działania broni w różnych warunkach otoczenia oraz przetestowanie jej zabezpieczeń.

## Opis konstrukcji
Broń określana jest mianem piątej generacji karabinków Kałasznikowa. Karabin jest bronią samoczynno-samopowtarzalną działającą na zasadzie odprowadzenia gazów prochowych przez boczny otwór w lufie na tłok gazowy. W porównaniu do poprzednich karabinków AK, nowa konstrukcja ma być modułowa oraz znacznie bardziej ergonomiczna i funkcjonalna.
Broń ma mieć łatwo wymienną lufę lepszej jakości, niż dotychczas produkowane wersje, a także charakteryzować się lepszą celnością i mniejszym odrzutem podczas strzału. Karabin ma być dostosowany do amunicji 5,45 mm × 39, 5,56 mm × 45, 7,62 mm × 39 i 7,62 mm × 51. Chwyt napinacza przesunięto do przodu, może on także, tak jak inne manipulatory, zostać umieszczony z lewej lub prawej strony broni. Dodano składaną na prawą stronę kolbę. AK-12 ma zostać wyposażony w możliwość mocowania standardowych w armii rosyjskiej granatników podwieszanych, celowników optycznych, laserowych wskaźników celu oraz innych akcesoriów.
Docelowo ma powstać 20 różnych wariantów broni.

## Wersje

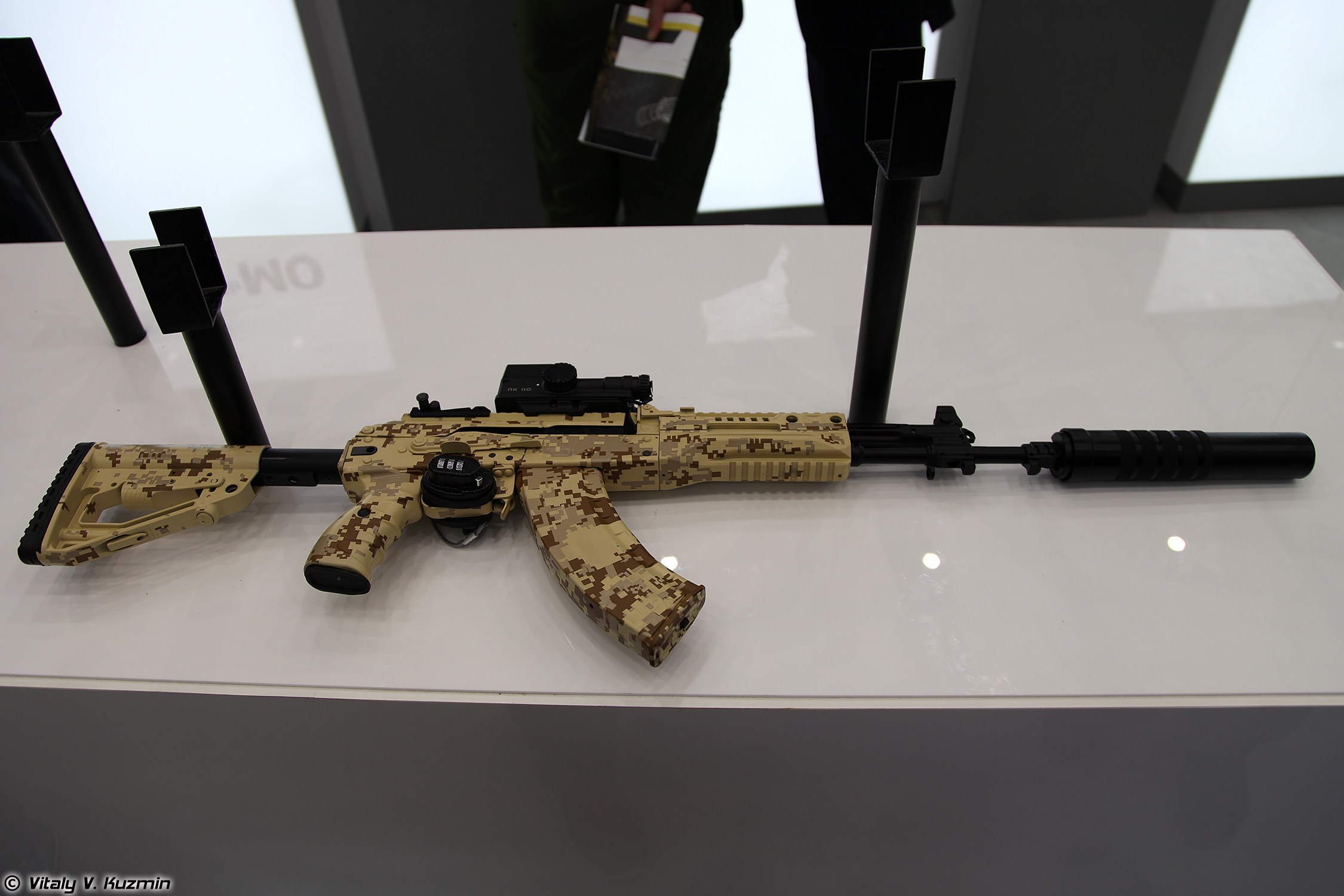
AK-15

- AK-12 – karabinek automatyczny zasilany nabojami 5,45 × 39 mm.
  - AK-12K – wersja AK-12 ze skróconą lufą.
- AK-15 – karabinek automatyczny zasilany nabojami 7,62 × 39 mm wz. 43.
  - AK-15K – wersja AK-15 ze skróconą lufą.
- RPK-16 – ręczny karabinek maszynowy oparty na konstrukcji AK-12.
- AK-308 – karabin automatyczny przeznaczony na eksport zasilany amunicją 7,62 × 51 mm NATO